# Friedrichsfeld (Trendelburg)
Friedrichsfeld ein Stadtteil der Stadt Trendelburg im nordhessischen Landkreis Kassel.

## Geographie

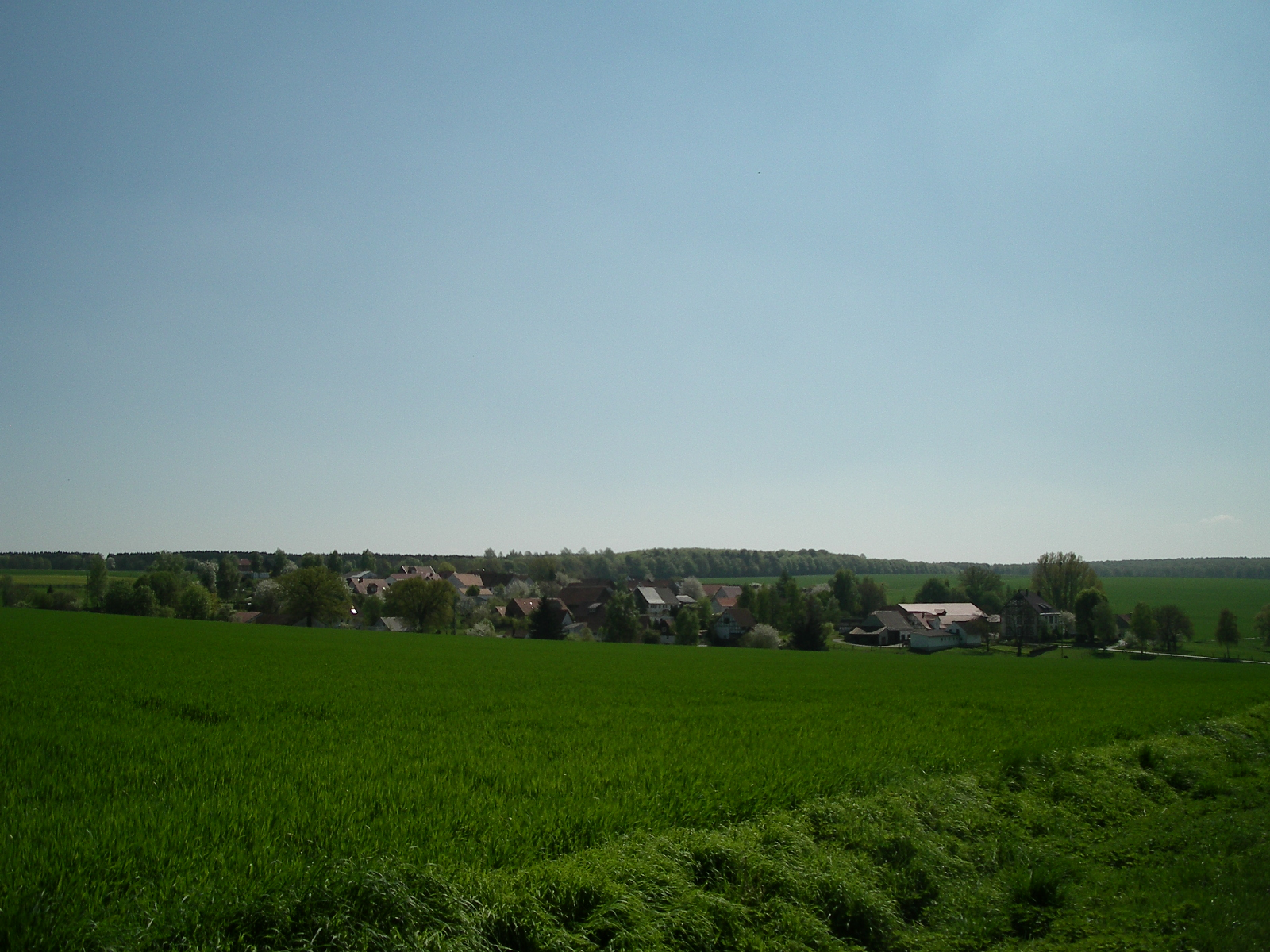
Friedrichsfeld

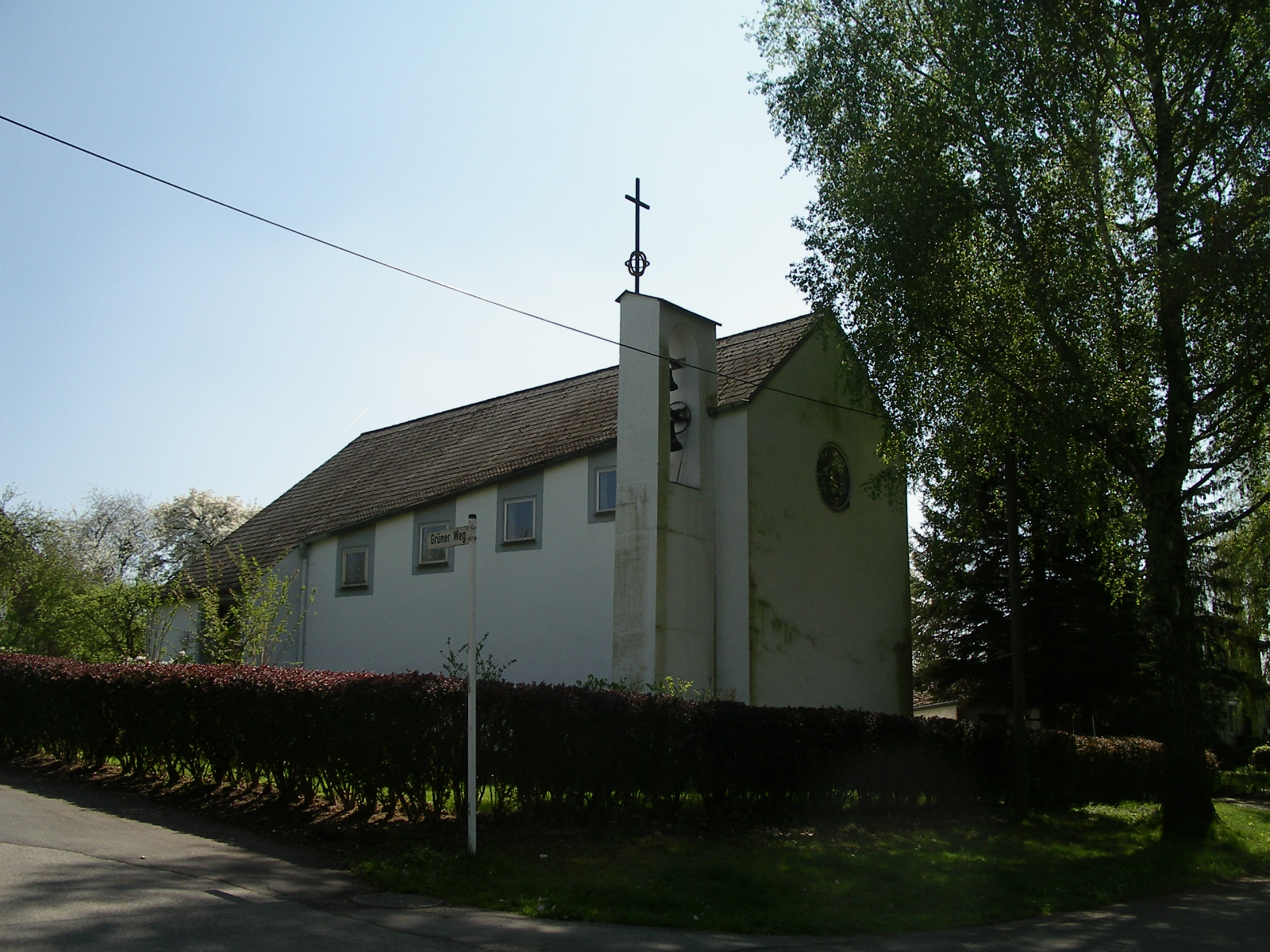
Evangelische Kirche

Das kleine Dorf Friedrichsfeld liegt an einer Anhöhe am Rande des Reinhardswaldes in westlicher Hanglage zwischen Gottsbüren und Trendelburg. Durch den Ort führt die Landstraße L763; es erinnert an ein Straßendorf. Vom ursprünglichen Erscheinungsbild des Dorfes ist heute wenig erhalten. Entlang der Hauptstraße entstanden im 19. Jahrhundert einzelne Bauernhöfe und kleine Wohnwirtschaftsgebäude. Am Ortseingang zeigt sich ein herausragendes Gebäude aus der Gründerzeit. Unweit in der Feldmark liegen die Bauernhöfe Saures Tal und Exen-Hammelstall.
Für die unter Denkmalschutz stehenden Kulturdenkmäler des Ortes siehe die Liste der Kulturdenkmäler in Friedrichsfeld (Trendelburg).

## Geschichte
Protestantische Siedler aus der Gegend von Limburg baten 1775 den preußischen König um Einwanderungserlaubnis. Auf ihrem Weg machten sie in Kassel Aufenthalt und erhielten von Landgraf Friedrich II. von Hessen-Kassel die Erlaubnis, in seinem vom Siebenjährigen Krieg verwüsteten Land zu siedeln. Ab dem Jahre 1776 entstand östlich der Stadt Trendelburg eine Kolonie, die nach dem Landgrafen benannt wurde.
Am 31. Dezember 1970 fusionierten im Zuge der Gebietsreform in Hessen die Gemeinde Deisel mit sechs weiteren bis dahin selbstständigen Gemeinden und der Kleinstadt Trendelburg zur erweiterten Stadt Trendelburg. Sie bilden die heutigen Stadtteile. Die Stadtverwaltung befindet sich in der Kernstadt Trendelburg.

## Ehrenbürger
- 1895 Otto von Bismarck (1815–1898), Reichskanzler